# Paleotragins
Paleotraginae és una subfamília dels giràfids que aparegué durant el Miocè. Aquesta subfamilia inclou els gèneres Mitilanotherium, Palaeotragus i Samotherium.